# دوين ميلن
دوين ميلن (بالإنجليزية: Duane Milne)‏ هو سياسي أمريكي، ولد في 1967 في الولايات المتحدة. حزبياً، نشط في الحزب الجمهوري. وقد انتخب عضو مجلس نواب بنسيلفانيا.

## وصلات خارجية
- الموقع الرسمي